# 켈리 기디시
켈리 기디시(Kelli Giddish, 1980년 4월 13일 ~ )는 미국의 배우이다.

## 출연 작품
- Law & Order : 성범죄전담반 15 (2013)
- 브레드레스 (2012)
- Law & Order : 성범죄전담반 14 (2012)
- 체이스 (2010)
- 데스 인 러브 (2008)
- 데미지 시즌1 (2007)